# George Mullin
George Harry Mullin, VC, MM (15 août 1892-5 avril 1963) est un militaire canadien récipiendaire de la Croix de Victoria, la plus haute récompense des forces du Commonwealth. Au moment des actes de galanterie, il était âgé de 25 ans, avait le grade de sergent et servait au sein du Princess Patricia's Canadian Light Infantry dans la Force expéditionnaire canadienne durant la Première Guerre mondiale. Le 30 octobre 1917 à Passendale en Belgique, le sergent Mullin a capturé à lui seul un poste ennemi qui causait de lourds bombardements et entrainait de nombreuses pertes tout en freinant l'offensive. Il prit d'assaut le poste de tireurs d'élite de manière frontale, détruit leur poste avec des bombes et tira deux mitrailleurs, puis, contraint les dix hommes restant. Durant tout ce temps, un feu nourri était dirigé sur lui et ses vêtements furent criblés de balles. Grâce à cet acte courageux, il a sauvé la situation en plus de sauver indirectement plusieurs vies.

## Crédits
- (en) Cet article est partiellement ou en totalité issu de l’article de Wikipédia en anglais intitulé « George Mullin (VC) » (voir la liste des auteurs).